# Rudolf Ekholm
Rudolf Ekholm (i riksdagen kallad Ekholm i Sundsvall), född 10 november 1856 i Askersund, död 16 mars 1929 i Sundsvall, var en svensk företagare och riksdagsledamot (liberal).
Rudolf Ekholm, som var son till en skomakare, var skohandlare i Sundsvall 1878–1915. Han hade också ledande lokala uppdrag, bland annat som Sundsvalls stads stadsfullmäktiges vice ordförande. Han var riksdagsledamot i andra kammaren 1903–1905 för Sundsvalls valkrets och tillhörde Frisinnade landsföreningens riksdagsgrupp Liberala samlingspartiet. I riksdagen engagerade han sig för höjda lärarlöner.